# 黄月芳
黄月芳（1966年—），海南五指山人，黎族，中华人民共和国政治人物、第十二届全国人民代表大会海南地区代表。
加入中国共产党。2013年，担任全国人大代表。